# Ctenusa rectilinea
Ctenusa rectilinea là một loài bướm đêm trong họ Noctuidae.